# Exbury
Exbury är en by i civil parish Exbury and Lepe, i distriktet New Forest, i grevskapet Hampshire, i England. Byn är belägen 12 km från Lymington. Byn nämndes i Domedagsboken (Domesday Book) år 1086, och kallades då Teocreberie.